# Zachary Vlahos
Zachary Vlahos (Nueva York, 19 de agosto de 1988) es un deportista estadounidense que compitió en remo como timonel.
Ganó una medalla de bronce en el Campeonato Mundial de Remo de 2013, en la prueba de ocho con timonel. Participó en los Juegos Olímpicos de Londres 2012, ocupando el cuarto lugar en la misma prueba.

## Palmarés internacional
| Campeonato Mundial | Campeonato Mundial      | Campeonato Mundial | Campeonato Mundial |
| Año                | Lugar                   | Medalla            | Prueba             |
| ------------------ | ----------------------- | ------------------ | ------------------ |
| 2013               | Chungju (Corea del Sur) | Medalla de bronce  | Ocho con timonel   |